# Gilera CBA
Il CBA è un modello di ciclomotore prodotto dalla Gilera dal 1977 al 1989.
Sul mercato nordamericano è stato venduto dalla divisione nordamericana della Piaggio, la Vespa of America Corporation, come Piaggio Vespa Grande.

## Il contesto
La denominazione è la sigla di Ciclomotore bitubo automatico.
Come il Sì, il Ciao e molti altri ciclomotori dell'epoca, era dotato di pedali e di un motore a due tempi raffreddato ad aria da 49 cm³ con alimentazione laterale sul carter, agganciato inferiormente al telaio con il cilindro disposto orizzontalmente.

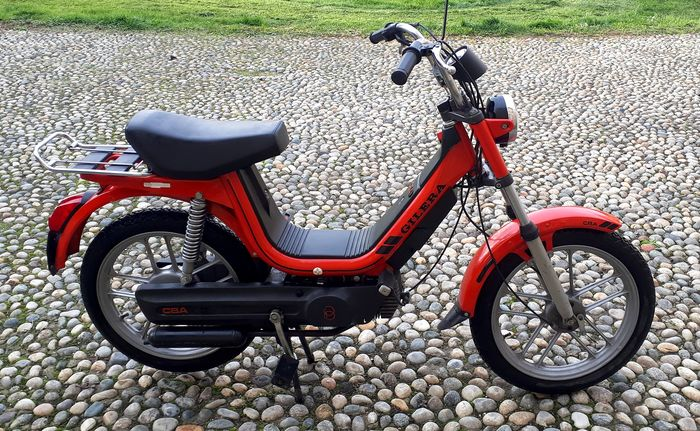
Il Gilera CBA

Veniva affiancato  dal modello CB1 che era dotato di cambio a 4 marce, cilindro verticale in alluminio cromato, avviamento a pedivella e la classica trasmissione a catena. Il robustissimo  motore del CB1 era derivato dai propulsori dei modelli da cross e trial.
Il CBA invece condivideva tutta la meccanica (motore che il sistema di trasmissione, dimensione ruote e meccanica dei freni) di tutti gli altri ciclomotori della stessa famiglia contemporanei (Ciao, Sì, Boxer, Bravo).
Strutturato in modo da ridurre lo spazio, il serbatoio era ricavato all'interno del telaio stesso bitubolare che ne garantiva inoltre robustezza e un design innovativo e snello dovuto al designer Paolo Martin. Ugualmente, questo design permetteva uno spazio portaoggetti anteriore a ribalta, ancorato al telaio sotto il canotto di sterzo ed accedibile dallo spazio tra il telaio e la ruota anteriore. Oltre ai pedali disponeva anche di due poggiapiedi a ribalta, posti nella parte più bassa di questo portaoggetti.
I'impianto delle sospensioni prevedeva una forcella telescopica all'anteriore e una coppia di ammortizzatori posteriori.
condivide lo stesso gruppo Motore - Trasmissione del Piaggio Bravo
L'impianto frenante era composto da due freni a tamburo, entrambi comandati dalle leve sul manubrio. 
L'impianto elettrico (illuminazione di posizione ed illuminazione anabbagliante) era comandabile dal manubrio e la cupola del faro prevedeva anche una piccola spia (a luce non propria ma rifratta) per segnalare l'effettiva accensione delle luci.
Tutte le versioni erano disponibili monomarcia oppure a variatore.

## Versioni

### Prima Serie (1977-82)
Facilmente riconoscibile per il tappo carburante sotto al manubrio. Le ruote a raggi di serie potevano essere sostituite da ruote in lega optional. La sella poteva essere monoposto fissa o lunga e ribaltabile.

### Seconda Serie (1982-87)
Si differenzia dalla precedente per la sella lunga di forma più moderna con vano portaoggetti e il tappo serbatoio sotto ad essa, la forma delle plastiche, le ruote in lega di serie. Piccolo portaoggetti sotto al claxon. Disponibile come optional il corpo faro e la marmitta cromate.

### Super Sport (1987-89)
Si differenzia dal precedente modello per il piccolo cupolino che avvolge il  fanale, le plastiche sottosella con portanumero e vari particolari verniciati.